# Orihuela-Costa
Orihuela-Costa is een kustgebied en tevens een deelgemeente binnen de gemeente Orihuela aan de Costa Blanca in de provincie Alicante in de Spaanse autonome regio Valencia aan de Spaanse oostkust. In 2010 telde Orihuela-Costa 29.263 inwoners. (Bron INE 2010)

## Ligging
Aan de Spaanse oostkust ter hoogte van de stad Orihuela, die zelf 20 km landinwaarts ligt, bevindt zich het kustgebied van de gemeente Orihuela. Dit kustgebied heet Orihuela-Costa en is een deelgemeente van de gemeente Orihuela. De kustlijn van Orihuela-Costa strekt zich uit over een lengte van 16 km en grenst in het noorden aan de havenstad Torrevieja en in het zuiden aan de autonome regio Murcia.
In Orihuela-Costa bevinden zich 57 urbanisaties, 4 golfbanen en 2 jachthavens. Orihuela-Costa staat internationaal bekend om zijn playas met witte zandstranden en helder water, kreken (calas), die worden afgewisseld door hoge steile kliffen (acantilados). Diverse stranden in Orihuela-Costa zijn onderscheiden met de Blauwe Vlag.

## Urbanisaties
Orihuela-Costa telt onderstaande 57 urbanisaties binnen zijn kustgebied:
| Urbanisaties in Orihuela-Costa |                         |                      |                    |  |
| ------------------------------ | ----------------------- | -------------------- | ------------------ |  |
| Alameda Del Mar                | La Campana              | Serena V             | Villa Rosa         |  |
| Don Sancho                     | Perla Del Mar III       | Los Altos            | Los Balcones       |  |
| Dream Hill                     | Lagosol                 | Las Palmeras         | La Florida         |  |
| Las Mimosas                    | La Atalaya              | Zeniamar I           | Zeniamar II        |  |
| Zeniamar III                   | Zeniamar IV             | Zeniamar V           | Horizonte          |  |
| La Mirada                      | La Concha               | Las Piscinas         | Urb.Flamenca Beach |  |
| Urb.Via Park                   | Playa Flamenca I        | Playa Flamenca II    | La Zenia II        |  |
| San Jose IV                    | Las Amapolas IV         | Villa Piedra         | La Regia           |  |
| Balcón Del Mar                 | Altos De Campoamor      | Villas I             | Montezenia         |  |
| Los Dolses                     | La Solana               | Lomas De Don Juan    | Torrezenia         |  |
| Urb.Lomas De Don Juan          | Lomas De San Juan Oeste | Castillo De Don Juan | El Canal           |  |
| Villamartín                    | Villamartín Norte       | Villacosta I         | Lomas De Campoamor |  |
| El Galan III                   | Montegolf               | Las Filipinas Este   | El Presidente      |  |
| Las Filipinas Oeste            | Villacosta II           | Las Filipinas        | Blue Lagoon        |  |
| Lomas Del Golf                 |                         |                      |                    |  |

## Stranden
Orihuela-Costa bezit witte zandstranden met helder water. Veel zandstranden zijn onderscheiden met de Blauwe Vlag. Naast de zandstranden zijn er kreken (calas). De zandstranden en kreken worden bovendien afgewisseld door hoge steile kliffen (acantilados).
In Orihuela-Costa zijn 6 zandstranden te onderscheiden:
| Stranden van Orihuela-Costa |
| --------------------------- |
| Punta Prima                 |
| Playa Flamenca              |
| La Zenia                    |
| Cabo Roig                   |
| Campoamor                   |
| Mil Palmeras                |

Van noord naar zuid langs de kustlijn van Orihuela-Costa vindt men achtereenvolgens Punta Prima, La Mosca, Cala Peñas, Cala Mosca, Cala Estaca, Playa Flamenca, Cala Cerrada, Cala Bosque, La Zenia, Cala Capitán, Isla Del Carmen, Cabo Roig, Cala Caleta, Aguamarina, Playa de la Regia, Playa de la Glea, Punta del Cuervo, Campoamor, Playa Barranco Rubio, Playa Palmeras en Mil Palmeras.

## Golfbanen
Tussen de urbanisaties van Orihuela-Costa liggen verder nog vier 18-holes golfbanen met in totaal 72 holes en een oppervlakte van 1.700.000 m².
Op deze internationaal erkende golfbanen, vinden regelmatig belangrijke Europese golftoernooien plaats.
Deze vier golfbanen zijn achtereenvolgens:
- Campo de Golf Villamartín
- Campo de Golf Las Ramblas de Orihuela
- Real Club de Golf Campoamor
- Las Colinas Golf

## Jachthavens
In Orihuela-Costa bevinden zich twee jachthavens, namelijk:
- Cabo Roig, gelegen in urbanisatie Cabo Roig
- Campoamor, gelegen in urbanisatie Dehesa de Campoamor

Hier kan ook men diverse watersporten beoefenen.

## Openbaar vervoer
Orihuela-Costa kent 2 belangrijke busroutes: de Blauwe Lijn (Línea Azul) en Rode Lijn (Línea Rojo).
De blauwe lijn concentreert zich op het zuidwestelijk gedeelte van Orihuela-Costa en de rode lijn op het noordoostelijk gedeelte. Beide busroutes overlappen elkaar in de urbanisatie Playa Flamenca. De busroutes kennen een zomerdienstregeling en winterdienstregeling.

## Wegennet
De autoweg N-332 loopt evenwijdig aan de Spaanse oostkust en doorkruist Orihuela-Costa. De autosnelweg AP-7 doorkruist het midden van Orihuela-Costa.

## Klimaat
Orihuela-Costa kent een zeeklimaat met een gemiddelde temperatuur van 20 °C en 300 zonnige dagen per jaar.

## Leefklimaat
Door de afwezigheid van zware industrie en aanwezigheid van de grote salinas (zoutmeren) in de omgeving, staat de lucht in de regio bekend als zeer schoon. Het gebied is daarom in trek bij ouderen en zieken met chronische gezondheidsklachten. Er wordt wel gezegd dat de omgeving de gezondheid bevordert vanwege de relatief hoge concentraties jodium in de lucht door de aanwezigheid van de salinas. In de omgeving zijn veel klinieken voor hart- en vaatziekten, reuma en huidaandoeningen.

## Bezienswaardigheid
Ten noorden van Orihuela-Costa liggen de Salinas van Torrevieja en La Mata. Dit is een beschermd natuurgebied, waar flamingo's in het wild te zien zijn.